# A hroši se uvařili ve svých nádržích
A hroši se uvařili ve svých nádržích (v anglickém originále And the Hippos Were Boiled in Their Tanks) je kniha, kterou spolu napsali Jack Kerouac a William Seward Burroughs, přičemž jejich kapitoly se střídaly. Burroughs (pod jménem William Lee) psal z pohledu postavy jménem Will Dennison, zatímco Kerouacova (pod jménem John Kerouac) postava se jmenovala Mike Ryko. Román pojednává o zabití Davida Kammerera, kterého ubodal k smrti Lucien Carr. Carr se k činu přiznal, nejprve Burroughsovi a později Kerouacovi, přičemž ani jeden z nich čin nenahlásil policii. Carr se nakonec přiznal i policii. Burroughs i Kerouac byli následně zatčeni kvůli nenahlášení.
Název knihy pochází ze zpravodajství, v němž Burroughs slyšel o požáru cirkusu, údajně mělo jít o Hartfordský požár cirkusu, ke kterému došlo 6. července 1944. Kerouac později uvedl, že k onomu požáru mělo dojít v Londýně. Podle jiných teorií k požáru mělo dojít v zoologické zahradě v Egyptě nebo na zcela jiném místě.
Burroughs s Kerouacem knihu napsali v roce 1945, ale v té době nesehnali vydavatele. V pozdějších dekádách došlo k několika pokusům o vydání. Carr však chtěl nechat svou minulost za sebou a nepřál si, aby kniha za jeho života vyšla. Po Burroughsově smrti v roce 1997 se správcem jeho dědictví stal James Grauerholz. Carr zemřel v roce 2005 a knihu vydalo v roce 2008 nakladatelství Penguin Books (UK) a Grove Press (USA). Vyšla tedy více než šedesát let poté, co byla napsána. V češtině kniha vyšla v roce 2009 (Maťa). V roce 2013 byl podle knihy natočen film Zbav se svých miláčků.

## Postavy
| Skutečné jméno                              | Jméno v knize             |
| ------------------------------------------- | ------------------------- |
| Jack Kerouac                                | Mike Ryko                 |
| William Seward Burroughs                    | Will Dennison             |
| Lucien Carr                                 | Phillip Tourian           |
| Dave Kammerer                               | Ramsay Allen (Al)         |
| Edie Parker                                 | Janie                     |
| Celine Young                                | Barbara „Babs“ Bennington |
| John Kingsland                              | James Cathcart            |
| Russell Carr, otec Luciena Carra            | Pan Tourian (pan Rogers)  |
| Marion Carr, matka Luciena Carra            | Paní Tourianová           |
| Godfrey S. Rockefeller, strýc Luciena Carra | Strýc Phillipa Touriana   |
| Chandler Brossard                           | Chris Rivers              |
| Neal Spollen                                | Hugh Maddox               |
| Ruth Louise McMahon                         | Agnes O'Rourke            |
| Donna Leonard                               | Della                     |
| Teresa Willard                              | Bunny                     |
| Patricia Goode Harrison                     | Jane Bole                 |
| Thomas F. Healy                             | Tom Sullivan              |
| „Hoagy“ Norman (Norton)                     | Danny Borman              |
| Joe Gould                                   | Joe Gould                 |